# Гарсенда (виконтесса Безье)
Гарсенда (Garsinde de Béziers) (ок. 980 — ок. 1035) — виконтесса Безье и Агда.
Старшая дочь Гильома II, виконта Безье и Агда и его первой жены Эрментруды.
После смерти отца, последовавшей не ранее 993 и не позднее 1007 года, наследовала оба виконтства с условием, что Агд будет в пожизненном владении мачехи (второй жены Гильома II) Арсинды.
Не позднее 999 года вышла замуж за Раймона Роже — старшего сына каркассонского графа Роже I.
Дети:
- Пьер Раймон, виконт Безье и Агда, граф части Каркассона
- Гильом, граф части Каркассона.

Овдовев, Гарсенда вышла замуж (ок. 1013) за Бернара Пеле, сеньора д’Андюз (тоже вдовца). У них было двое сыновей: Раймон и Бермон, ставший наследником отца в сеньории Андюз (поскольку его сыновья от первой жены избрали духовную карьеру).
В 1029 г. Гарсенда де Безье основала аббатство Сен-Пьер де Сов. Архивная копия от 4 февраля 2017 на Wayback Machine